# سام بیوکما
سام بیوکما (زاده ۱۷ نوامبر ۱۹۹۸) یک بازیکن فوتبال اهل هلند است. که در پست مدافع برای باشگاه فوتبال ناپولی در سری آ بازی می‌کند.